# Digiuno del Primogenito
Digiuno del Primogenito (ebraico: תענית בכורות, Ta'anit Bekhorot o ebr. תענית בכורים, Ta'anit Bekhorim) è un giorno speciale di digiuno nell'Ebraismo, che di solito cade nel giorno prima di Pesach di Shalosh Regalim (cioè il 14º giorno di Nisan, mese del calendario ebraico. Pesach inizia sempre il 15º giorno del mese ebraico).
Usualmente il digiuno si conclude con una celebrazione siyum (tipicamente tenuta alla conclusione dei servizi liturgici mattutini) che, secondo la tradizione prevalente, crea un'atmosfera di gioia che subentra alla necessità di continuare il digiuno (secondo alcuni Minhaghim se non si riesce a completare un trattato del Talmud entro tale momento, dopo il Mezzogiorno Zmanim (per questo si ha tempo sino al vespro, prima che entri la prima sera di Pesach in cui viene proibito digiunare) bisogna continuare il digiuno). A differenza della maggioranza dei digiuni ebraici, solo i primogeniti hanno il dovere di digiunare in questa occasione, da cui appunto il nome "Digiuno del Primogenito", che commemora la salvazione dei primogeniti israeliti durante le Piaghe d'Egitto, cfr. Esodo 12.29.
1. ↑   Esodo 12.29, su La Parola - La Sacra Bibbia in italiano in Internet.